# HD 4308
HD 4308 – gwiazda typu widmowego G, położona w gwiazdozbiorze Tukana w odległości około 71 lat świetlnych. Jest mniejsza i lżejsza od Słońca. Jej wielkość gwiazdowa wynosi około 6,5m.
Krąży wokół niej co najmniej jedna planeta, HD 4308 b.